# Maria Jarjis
Maria Jarjis (født 19. august 1994) er en dansk YouTuber, influencer, forfatter og foredragsholder. Hun er mest kendt for sine YouTube-videoer på kanalen WTF er det?, der har 62.400 abonnenter. Hendes videoer er blevet set over 20 millioner gange. Hendes videoer formidler hovedsageligt videnskab og bliver også brugt i undervisningen i folkeskolen. I 2019 udgav hun bogen WTF er det? på Politikens Forlag.
Ved siden af YouTube har hun også samarbejdet med forskellige firmaer, bl.a. Experimentarium, Tivoli og Novo Nordisk. Dertil har hun lavet kampagner for Dansk Industri, hvor hun fungerer som rollemodel for børn og unge, der skal sætte fokus på STEM-relateret uddannelser.

## Baggrund
I 2017 droppede hun sin uddannelse til bioanalytiker for at forfølge en drøm om at blive iværksætter.